# Mariam Al-Batool-moskee
Mariam Al-Batool-moskee is de enige officiële moskee op Malta. De moskee ligt in de wijk Paola.
De naam van de moskee betekent "moskee van de Maagd Maria". Deze naam werd gegeven als teken van het respect van de moslimgemeenschap voor de op Malta aanwezige Mariacultus.
De moskee staat samen met de aangrenzende gebouwen ook wel bekend als het Islamitische Centrum van Malta. De moskee werd gebouwd dankzij de Libische Vereniging voor de Bevordering van de Islam. De eerste steen voor de bouw van de nieuwe moskee werd in 1978 gelegd door de toenmalige Libische leider Moammar al-Qadhafi. De bouw werd voltooid op 16 januari 1982.
De moslimgemeenschap op Malta telt ongeveer 2.500 mensen, voornamelijk Libiërs en enkele honderden etnische Maltezers.